# Piegaro
Piegaro est une commune italienne d'environ 3 800 habitants, située dans la province de Pérouse, dans la région Ombrie, en Italie centrale.

## Administration
| Période                                  | Période  | Identité        | Étiquette       | Qualité |
| ---------------------------------------- | -------- | --------------- | --------------- | ------- |
| 14 juin 2004                             | En cours | Andrea Caporali | Centro-Sinistra |         |
| Les données manquantes sont à compléter. |          |                 |                 |         |

### Hameaux
Acquaiola Gratiano, Castiglion Fosco, Cibottola, Colle Baldo, Gaiche, Greppolischieto, Ierna Vignaie, Macereto, Oro, Pietrafitta, Pratalenza

### Communes limitrophes
Città della Pieve, Marsciano, Montegabbione, Monteleone d'Orvieto, Paciano, Panicale, Pérouse, San Venanzo

## Jumelages
- Verneuil-en-Halatte (France)
- Dvůr Králové nad Labem (Tchéquie)